# Arbutus pavarii
Arbutus pavarii ist eine Pflanzenart aus der Gattung der Erdbeerbäume (Arbutus) in der Familie der Heidekrautgewächse (Ericaceae). Er kommt nur in Libyen vor.

## Beschreibung
Arbutus pavarii ist ein immergrüner Strauch oder kleiner Baum mit einer Wuchshöhe von 1,5 bis 3 (bis 6) m. Stamm und Äste weisen eine rissige, rotbraune Borke auf, die sich in kleinen Stücken ablöst. Junge Zweige besitzen eine drüsig-borstige Behaarung. Die lederigen, auf der Oberseite glänzenden Laubblätter sind eiförmig, verkehrt-eiförmig oder länglich-lanzettlich, spitz und 4 bis 11 cm lang und 1,5 bis 4 cm breit. Der Blattrand ist fast ganzrandig bis fein gesägt. Der Blattstiel ist 4 bis 10 mm lang.
Die Blütenstände sind endständige, herabhängende Rispen. Die einzelnen Blüten stehen in der Achsel eines Tragblattes und sind 2 bis 3 mm lang gestielt. Der etwa 1 mm lange Kelch ist kahl und hat fünf dreieckig-eiförmige Zipfel. Die verwachsene Krone ist cremeweiß bis rosa gefärbt, krugförmig, etwa 8 mm lang, mit fünf zurückgebogenen, nur 0,7 bis 1 mm langen Zipfeln. Die Frucht ist kugelig mit einem Durchmesser von 15 bis 20 mm, fleischig, mit zuerst gelber oder orangefarbener, später tief karmin- oder scharlachroter, unregelmäßig warziger Oberfläche und vielen Samen in jedem Fach. Die Samen messen 3,5 × 2 mm, sind birnenförmig, mit brauner, gerillter Oberfläche.
Arbutus pavarii blüht von Ende Oktober bis Februar. Die Frucht braucht acht Monate bis zur Reife.

## Vorkommen
Arbutus pavarii ist ein Endemit des Gebirges al-Dschabal al-Achdar in der Kyrenaika (Libyen), das er in Höhenlagen zwischen 150 und 550 Meter und in Regionen mit über 350 mm Jahresniederschlag besiedelt. Er wächst mit hoher Stetigkeit in Macchien als Charakterart einer eigenen pflanzensoziologischen Assoziation, des Junipero-Arbutetum pavarii, zusammen mit Rhamnus lycioides subsp. oleoides, Juniperus phoenicea var. turbinata, Pistacia lentiscus, Olea europaea var. sylvestris, Smilax aspera, Phillyrea latifolia, Asparagus aphyllus, Ceratonia siliqua, Viola scorpiuroides, Calicotome villosa, Arum cyrenaicum, Cyclamen rohlfsianum und weiteren Arten. Auch in Kermeseichen- und Zypressenwäldern kommt dieser Erdbeerbaum vor.
In der Roten Liste der bedrohten Arten des IUCN wird Arbutus pavarii wegen des kleinen Verbreitungsgebietes, der klimatischen Randlage und der menschlichen Einflüsse (Holznutzung, Ausweitung der Landwirtschaft, Verstädterung, Überweidung) als gefährdet (Vulnerable) bewertet.

## Nutzung
Arbutus pavarii liefert einen geschätzten, auch für Heilzwecke verwendeten, „Ashmari“ genannten Honig. Die Früchte schmecken etwas fade, sind aber frisch oder als Marmelade verarbeitet genießbar. Das Holz wird zur Feuerung und als Holzkohle verwendet.

## Belege
1. 1 2  Mohammed Amin Siddiqi: Ericaceae. In: Syed Irtifaq Ali, Saiyad Masudal Hasan Jafri (Hrsg.): Flora of Libya. Band 54, Al Faateh University, Faculty of Science, Department of Botany, Tripoli, 1978, S. 6–8.
2. 1 2  Mohammed Amin Siddiqi: Ericaceae. In: Syed Irtifaq Ali, Saiyad Masudal Hasan Jafri (Hrsg.): Flora of Libya. Band 54, Al Faateh University, Faculty of Science, Department of Botany, Tripoli, 1978, S. 7.
3. 1 2 3 4  S. El Shatshat: Biological conservation of the endemic Arbutus pavarii Pamp.: Seed germination as attempt. In: International Journal of Human Geography and Environmental Studies. Band 1, Nr. 1, 2009, S. 20–22 (Abstract (Memento des Originals vom 18. Juni 2016 im Internet Archive)  Info: Der Archivlink wurde automatisch eingesetzt und noch nicht geprüft. Bitte prüfe Original- und Archivlink gemäß Anleitung und entferne dann diesen Hinweis., PDF-Datei).
4. ↑  Salvatore Brullo, Francesco Furnari: La vegetazione del Gebel el-Akhdar (Cirenaica settentrionale). In: Bollettino dell'Accademia Gioenia di Scienze Naturali. Band 27, Nr. 347, 1994, S. 197–412.
5. ↑  World Conservation Monitoring Centre 1998. Arbutus pavarii. In: IUCN 2010. IUCN Red List of Threatened Species. Version 2010.4. http://www.iucnredlist.org./ Abgerufen am 30. November 2010.